# Kristin Størmer Steira
Kristin Størmer Steira (n. 30 aprilie 1981, Mo i Rana, Nordland, Norvegia) este o schioară de fond ce a reprezentat Norvegia, medaliată olimpică. A participat la 3 ediții ale Jocurilor Olimpice (2006, 2010, 2014) în care a câștigat o medalie de aur și o medalie de bronz.